# Advanced Amiga Architecture
Il chipset AAA (Advanced Amiga Architecture) doveva introdurre un nuovo sistema multimediale Amiga di generazione avanzata, progettato da Commodore International. Inizialmente venne utilizzato come un progetto segreto, fino al 1988 dove furono avviate le prime discussioni sul suo design, dopo numerose revisioni e riprogettazioni, le prime versioni furono fabbricate nel 1992-93.
Durante le prime esecuzioni del chipset, era per la maggior parte funzionale, ma presentava dei problemi legati al controllore di interruzioni programmabile mentre altri componenti non erano ancora stati testati a dovere.
Una volta che tre prototipi denominati Nyx (il nome prende spunto da ''notte" dal greco), nacquero dovevano essere adattati al chipset AAA, alla fine però Nyx non venne mai concepito come macchina di produzione finale, i sistemi AAA dunque si sarebbero basati sull'architettura Acutiator progettata da Dave Haynie.
Prima che i progetti fossero completati, Commodore chiuse i battenti; parte del chip AAA venne passato ad un 64-bit diversamente basato su una CPU PA-RISC 7150 modificata. I chip nonostante fossero completamente funzionanti, non vennero mai messi in commercio, sebbene fossero molto discussi alla stampa. Numerosi piani conseguirono dopo la scomparsa di Commodore, per l'acquisto di Amiga e per il recupero della tecnologia stessa, tra cui anche l'obbiettivo di rilasciare e sviluppare AAA o Hombre.

## Obiettivi di progettazione
Con la nuova tecnologia AAA doveva introdurre:
- 32/64 bit databus.
- 256 palette suddivise in 25 bit ciascuna (complessivamente con 256 colori indirizzati tramite la tavolozza a 24 bit grazie al genlock come in AGA. Questa novità doveva essere eseguita solamente tramite il display nativo di AmigaOS.
- Nuovo chip che andava a sostituire Agnus, rimpiazzandolo con Andrea grazie al suo blitter aggiornato a 32 bit di rame in grado di gestire grandi chunk di pixel.
- Il nuovo blitter doveva essere otto volte più veloce dei suoi predecessori AGA e ECS.
- Doppio campo di gioco a 8 bit.
- Un genlock incorporato.
- Possibilità di raggiungere fino a 16 MB di ChipRAM (memoria grafica) in due sistemi.
- 64-bit pixel con clock a 114 MHz in sistemi doppi che rendeva possibili risoluzioni a 1280x1024 e 72Hz.
- 40 canali DMA su richiesta allocati dinamicamente da Andrea (chip).
- Sistemi di memoria VRAM con memoria DRAM 32/64 bit opzionali (per i sistemi economici).
- Larghezza di banda della memoria da 12x fino a 20x per accedere al Chip RAM di ECS.